# De Belt (Noord-Holland)
De Belt is een buurtschap in de gemeente Hollands Kroon in de provincie Noord-Holland. De plaats wordt ook wel zonder 'De' geschreven, dus als Belt.
De Belt ligt net ten westen van Hippolytushoef, formeel valt het ook bij die plaats. De plaats ligt op een bult in het land en daar is dan ook de plaatsnaam aan ontleend. De bewoning was lang vooral agrarische maar met de uitbreiding van Hippolytushoef zijn er ook gewone huizen bij gekomen.
Net ten zuiden van De Belt en aan het begin van het dorp Hippolytushoef staat ook een molen, genaamd De Onderneming. Deze achtkante molen werd gebouwd in 1851 voor het malen van graan, maar is thans buiten bedrijf.
Tot 31 december 2011 behoorde De Belt tot de gemeente Wieringen die per 1 januari 2012 in een gemeentelijke herindeling is samengegaan tot de gemeente Hollands Kroon.
Dorpen en gehuchten: Anna Paulowna · Barsingerhorn · Breezand · Den Oever · Haringhuizen · Hippolytushoef · De Haukes · Kleine Sluis · Kolhorn · Kreil · Kreileroord · Lutjewinkel · Middenmeer · Moerbeek · Nieuwe Niedorp · Nieuwesluis · Oosterklief · Oosterland · Oude Niedorp · Slootdorp · Smerp · Stroe · De Strook · Terdiek · Tolke (deels) · Van Ewijcksluis · Vatrop · 't Veld · Verlaat (deels) · Westerklief · Westerland · Wieringerwaard · Wieringerwerf · Winkel · Zijdewind

Buurtschappen: Blokhuizen · Dam · De Belt · De Bomen · De Elft · Emaus · Gelderse Buurt · De Gest · Groetpolder · Hanedoes · De Heid · De Hoelm · Hogebieren · Hollebalg · De Kampen · Langereis (deels) · De Leijen · Lutjekolhorn · Mientbrug · Noord-Stroe · Noordburen · Noorderbuurt · De Normer · Poolland · Spoorbuurt · Tin · Vennik (deels) · Wateringskant · De Weel (deels) · De Weere · Westeinde  · Zandburen

Noord-Holland: Steden en dorpen    Nederland: Provincies · Gemeenten